# Golden Axe
Golden Axe is een computerspel dat in eerste instantie uit kwam als arcadespel. In 1989 werd het uitgebracht voor de Sega Mega Drive en Sega Master System. Later volgden ook andere platforms. Golden Axe is een horizontaal scrollend vechtspel. Het is ook mogelijk om met twee spelers tegelijkertijd te spelen. De speler kan kiezen uit drie karakters: een dwerg, een barbaar of een amazone, en moet het land bevrijden dat is ingenomen door de kwaadaardige leider Death Adder.

## Platforms
| Jaar | Platform                                                                    |
| ---- | --------------------------------------------------------------------------- |
| 1989 | Arcade, Sega Master System, Sega Mega Drive                                 |
| 1990 | Amiga, Amstrad CPC, Atari ST, Commodore 64, DOS, TurboGrafx CD, ZX Spectrum |
| 2002 | WonderSwan Color                                                            |
| 2006 | Virtual Console (Wii)                                                       |
| 2007 | Xbox 360                                                                    |
| 2009 | iPhone, Virtual Console (arcade)                                            |
| 2010 | Windows                                                                     |
| 2011 | PlayStation 3                                                               |

## Ontvangst
| Beoordeeld door  | Platform           | Datum           | Score |
| ---------------- | ------------------ | --------------- | ----- |
| Player One       | Sega Mega Drive    | november 1990   | 93%   |
| Joystick (Frans) | Sega Mega Drive    | mei 1990        | 91%   |
| Joystick (Frans) | Sega Master System | april 1990      | 90%   |
| WIZ              | Amiga              | mei 1991        | 90%   |
| Pixel-Heroes.de  | Sega Mega Drive    | 24 april 2008   | 90%   |
| Tilt             | Atari ST           | februari 1991   | 80%   |
| Jeuxvideo.com    | Wii                | 15 januari 2010 | 80%   |
| SegaFan.com      | WonderSwan Color   | 26 maart 2004   | 72%   |
| Retro Gamer      | iPhone             | augustus 2009   | 65%   |
| Amiga Joker      | Amiga              | december 1990   | 56%   |